# Alt-Bönen
Alt-Bönen ist der östliche Teil des Ortsteils Altenbögge-Bönen der westfälischen Gemeinde Bönen im Kreis Unna. Er ist mit der ehemaligen Gemeinde, die bis 1951 existierte, deckungsgleich.

## Geographie

### Lage
Alt-Bönen liegt im Zentrum der Gemeinde Bönen. Es bildet mit dem Ort Altenbögge eine Siedlungseinheit und zugleich einen Ortsteil.

### Nachbargemeinden
Die frühere Gemeinde Bönen grenzte im Jahr 1950 im Uhrzeigersinn im Nordwesten beginnend an die Gemeinden Nordbögge, Pelkum, Westerbönen, Bramey-Lenningsen und Altenbögge. Alle diese Gemeinden gehörten zum Kreis Unna.

## Geschichte
Die frühere Gemeinde Bönen gehörte bei der Errichtung der Ämter in der preußischen Provinz Westfalen zum Amt Pelkum im Kreis Hamm. Anlässlich der Auskreisung der Stadt Hamm am 1. April 1901 wurde aus dem Kreis der Landkreis Hamm. Nach einer Gebietserweiterung im Jahr 1929 wurde dieser im Oktober 1930 in Kreis Unna umbenannt.
Die Gemeinde Bönen hatte im Jahr 1849 insgesamt 369 Einwohner. Im Jahr 1910 waren es 1363 und im Jahr 1931 3411 Einwohner.
Am 1. April 1951 erfolgte als Konsequenz aus der zunehmenden Verzahnung der Siedlungsgebiete der kommunale Zusammenschluss von Bönen und Altenbögge zur Gemeinde Altenbögge-Bönen.
Im Rahmen der kommunalen Neuordnung wurden die Kommunen Altenbögge-Bönen, Nordbögge, Westerbönen und Osterbönen (alle bislang dem Amt Pelkum zugehörig) sowie Bramey-Lenningsen und Flierich (beide Amt Rhynern) am 1. Januar 1968 zur neuen Gemeinde Bönen zusammengeschlossen.
Im Jahr 1987 hatte der Ortsteil Bönen 6313 Einwohner.

## Verkehr
Die Landesstraße L 667 führt von Altenbögge aus durch Bönen in östlicher Richtung nach Freiske, Rhynern, Süddinker, Dorfwelver und Norddinker nach Uentrop.
Die Kreisstraße K 42 beginnt im Osten Alt-Bönens und führt in westlicher Richtung über die Anschlussstelle 17 der A 2, Nordbögge und Rottum nach Kamen.